# Valente Rodriguez
Valente Rodríguez (nacido el 14 de febrero de 1964) es un actor estadounidense. Es mejor conocido por su papel de Ernie Cárdenas en la comedia de situación George Lopez. También interpretó a Cesar en la comedia de situación de TV Land Happily Divorced, así como también fue estrella invitada en Yes, Dear, Mad About You y ER, y tuvo papeles cinematográficos como Chuey en Salsa, Frankie en Blood In Blood Out de 1993 y como Marco en Suckers (2001).

## Vida y carrera
Rodríguez nació y se crio en Edcouch, Texas, de ascendencia mexicana. Asistió a la Universidad de Texas-Pan American.
En 1988, Rodríguez se mudó a Los Ángeles, California. Más tarde consiguió su primer papel protagónico en la película Salsa. Otros créditos cinematográficos incluyen Impulse, Twenty Bucks, Ed, Volcano, Blood In Blood Out, Suckers, Erin Brockovich, Roosters, The Ugly Truth, The New Guy y la aclamada por la crítica Mi familia.
También ha hecho apariciones televisivas regulares en el programa de comedia de Fox Culture Clash, así como en Loco por ti, The Golden Girls, Growing Pains, Falcon Crest, Beverly Hills, 90210, Dharma & Greg, Yes, Dear, Gotta Kick It Up!, Sabrina the Teenage Witch, y también hace apariciones rápidas en las películas The House Bunny y (500) Days of Summer.
Rodríguez es más conocido por su papel de Ernesto "Ernie" Cárdenas en George Lopez como el mejor amigo de George y su compañero de trabajo durante 6 años en la serie y apareció en 120 episodios.
Se le puede encontrar en English For All de Comcast On Demand en la categoría Learn English. Interpreta al personaje de Abro Cadabro, el hermano de una mujer con la que The Wizard tiene una cita.

## Filmografía

### Películas
| Año  | Título                       | Papel                   | Notas          |
| ---- | ---------------------------- | ----------------------- | -------------- |
| 1988 | Salsa                        | Chuey                   |                |
| 1990 | Impulse                      | Doorman                 |                |
| 1993 | Twenty Bucks                 | Liquor Store Clerk      |                |
| 1993 | Blood In Blood Out           | Frankie                 |                |
| 1993 | Roosters                     | Adan                    |                |
| 1993 | Mr. Jones                    | Orderly                 |                |
| 1994 | Huck and the King of Hearts  | Julio                   |                |
| 1995 | Mi familia                   | Amigo de Chucho         |                |
| 1996 | Ed                           | Jesus Rodriquez         |                |
| 1996 | Guy                          | Low Rider               |                |
| 1996 | The Big Squeeze              | Father Arias            |                |
| 1996 | The Rich Man's Wife          | Freeway Driver          |                |
| 1997 | Volcano                      | Conductor del tren      |                |
| 1998 | No Salida                    | Casper                  |                |
| 1999 | Suckers                      | Marco                   |                |
| 1999 | Deep Blue Sea                | Copiloto de helicóptero |                |
| 2000 | Erin Brockovich              | Donald                  |                |
| 2000 | Cachitos picantes            | Cuetero                 |                |
| 2001 | The Gristle                  | Simone                  |                |
| 2002 | The New Guy                  | Ramone                  |                |
| 2002 | Never Trust a Serial Killer  | Pinky                   |                |
| 2002 | Gotta Kick It Up!            | Mr. Reyna               | Película de TV |
| 2008 | The House Bunny              | Valet                   |                |
| 2009 | (500) Days of Summer         | Empleado #1             |                |
| 2009 | The Ugly Truth               | Javier                  |                |
| 2009 | It's Complicated             | Reynaldo                |                |
| 2009 | The Red Queen                | Jose Salinas            |                |
| 2010 | Lean Like a Cholo            | Junior                  |                |
| 2010 | Las Angeles                  | Peter                   |                |
| 2011 | The Little Match Makers      | Roberto                 |                |
| 2011 | Gone Hollywood               | Louie                   |                |
| 2015 | McFarland, USA               | Director Camillo        |                |
| 2015 | Endgame                      | Stevens                 |                |
| 2018 | A Dog & Pony Show            | Tug                     |                |
| 2018 | Familia al instante          | Rivas                   |                |
| 2019 | Countdown                    | Padre David             |                |
| 2020 | The Big Shot                 | Roger Billings          |                |
| 2021 | Welcome to Our World         | Swapmeet                |                |
| 2022 | Father Stu                   | Capataz de Bill         |                |
| 2022 | A Latino Hollywood Nightmare | -                       | Cortomoetraje  |

### Televisión
| Año     | Título                                    | Papel                     | Notas                                                 |
| ------- | ----------------------------------------- | ------------------------- | ----------------------------------------------------- |
| 1988    | The Golden Girls                          | Fred                      | Episodio: "Yokel Hero"                                |
| 1988    | Falcon Crest                              | Raoul                     | Episodio: "Tuscany Venus"                             |
| 1990    | Max Monroe: Loose Cannon                  | Mecánico                  | Episodio: "Freaks"                                    |
| 1990    | Babes                                     | -                         | Episodio: "Temper, Temper"                            |
| 1991    | Ferris Bueller                            | Raoul                     | Episodio: "A Night in the Life"                       |
| 1993    | Loco por ti                               | Harold                    | Episodio: "Bedfellows"                                |
| 1994    | Beverly Hills, 90210                      | Mr. Pedroza               | Episodio: "Injustice for All"                         |
| 1997    | ER                                        | Mr. Trajillo              | Episodio: "Something New"                             |
| 1997    | Total Security                            | Parking Valet             | Episodio: "Dental Men Prefer Blondes"                 |
| 1997    | Dharma & Greg                             | Roman                     | Episodio: "The Ex-Files"                              |
| 1999    | The X Files                               | Walter Suarez             | Episodio: "Agua Mala"                                 |
| 2001    | Sabrina, the Teenage Witch                | Gustavo                   | Episodio: "Sabrina, the Activist"                     |
| 2001–02 | Yes, Dear                                 | Oscar                     | Episodio: "Guarding Greg" & "Walk Like a Man"         |
| 2002–07 | George Lopez                              | Ernesto "Ernie" Cardenas  | Protagonista                                          |
| 2006    | Freddie                                   | Ernie                     | Episodio: "Freddie Gets Cross Over George"            |
| 2009    | The Bill Engvall Show                     | Jack                      | Episodio: "Trash Talk"                                |
| 2010    | Miami Medical                             | Fortunato                 | Episodio: "What Lies Beneath"                         |
| 2011    | Shameless                                 | OSHA Officer              | Episodio: "Daddyz Girl"                               |
| 2011    | Wizards of Waverly Place                  | Muy Macho                 | Episodio: "Magic Unmasked"                            |
| 2011    | El mentalista                             | Frank Lopez               | Episodio: "Bloodsport" & "Scarlet Ribbons"            |
| 2011–13 | Happily Divorced                          | Cesar                     | Protagonista                                          |
| 2013    | The House on South Bronson                | Valente                   | Episodio: "Lost Member"                               |
| 2014    | Un papá en apuros                         | Bob                       | Episodio: "See Dad Lose the Forest for the Treehouse" |
| 2014    | Cristela                                  | Eddie                     | Episodio: "It's Not About the Tamales"                |
| 2018    | Murphy Brown                              | Carlos Gonzales           | Episodio: "Thanksgiving and Taking"                   |
| 2019    | Adam Ruins Everything                     | Tim                       | Episodio: "Adam Ruins Games"                          |
| 2019–20 | High School Musical: el musical: la serie | Director Gutierrez        | Recurrente: temporada 1                               |
| 2021    | Dad Stop Embarrassing Me!                 | Manny                     | Recurrente                                            |
| 2022    | The Garcias                               | Ghost of Hollywood's Past | Episodio: "Never A Dull Moment"                       |
| 2022    | Lopez vs. Lopez                           | Val                       | Episodio: "Lopez vs. Christmas"                       |